# Émile Bèche
Pour les articles homonymes, voir Bèche.
Émile Bèche, né le 20 janvier 1898 à Saint-Germain-du-Bois (Saône-et-Loire) et mort le 19 mai 1977 à Niort (Deux-Sèvres), est un instituteur, homme politique socialiste et résistant français.

## Biographie
Instituteur puis directeur d'école à Limalonges, militant syndicaliste et de la Section française de l'Internationale ouvrière (SFIO), Émile Bèche est élu député socialiste des Deux-Sèvres en 1936 lors de la victoire électorale du Front populaire. Il ne prend pas part au vote sur la remise des pleins pouvoirs au Maréchal Pétain et s'engage dans la Résistance dans le réseau CND-Castille. il est chargé de le réorganiser dans tout le centre-ouest et prend le pseudonyme « commandant Bourguignon ». Le réseau se fond avec le mouvement Libération-Nord. Émile Bèche échappe à la Gestapo le 13 décembre 1943 mais sa femme et sa fille sont arrêtées. Son fils est dans les Forces françaises libres. Son action courageuse lui vaut de très nombreuses décorations à la Libération. Il est également nommé membre du Comité départemental de libération.
Le 6 septembre 1944, il est désigné par ce dernier comme maire de Niort et reconduit dans ces fonctions lors des élections municipales de 1945. Il est élu en 1944 à la Première assemblée constituante, puis à la seconde l'année suivante. En juillet et août 1945, il est juré au procès de Pétain devant la Haute Cour de justice. Sous la Quatrième République, il est constamment réélu député jusqu'en 1956, année où il décide de ne pas se représenter. L'année suivante, en 1957, il reprend la mairie de Niort qu'il avait perdue en 1947 et occupe la fonction de maire jusqu'en 1971.
Il était également rédacteur en chef de l'hebdomadaire Le Travail des Deux-Sèvres, et avait participé à la création du quotidien régional La Nouvelle République du Centre-Ouest, dont le premier exemplaire est sorti dans les Deux-Sèvres le 8 septembre 1944. Il est enterré au cimetière ancien de Niort.

## Distinctions
- Officier de la Légion d'honneur[3]
- Médaille militaire
- Croix de guerre 1914–1918
- Croix de guerre 1939–1945
- Médaille de la Résistance française (24 avril 1946)[4]
- Croix du combattant volontaire de la Résistance

## Sources
- « Émile Bèche », dans le Dictionnaire des parlementaires français (1889-1940), sous la direction de Jean Jolly, PUF, 1960 [détail de l’édition]
- 1944, la région libérée, La Nouvelle République, hors série, Tours, mai 2004